# Lucian Burchel
Lucian Ovidiu Burchel (Farkaslaka, 1964. március 20. –) román válogatott labdarúgó.

## Mérkőzései a román válogatottban
| #  | Dátum             | Ellenfél  | Eredmény         | Kiírás                            | Esemény       |
| -- | ----------------- | --------- | ---------------- | --------------------------------- | ------------- |
| ?  | 1985. június 25.  | Kína      | 2 – 2 (t.e. 5-3) | nem-hivatalos barátságos mérkőzés |               |
| 1. | 1986. március 14. | Irak      | 1 – 1            | barátságos mérkőzés               |               |
| 2. | 1986. március 17. | Irak      | 0 – 0            | barátságos mérkőzés               | 74'           |
| ?  | 1991. július 14.  | Kína      | 1 – 0            | nem-hivatalos barátságos mérkőzés | 31'           |
| ?  | 1992. június 28.  | Szlovákia | 2 – 2            | nem-hivatalos barátságos mérkőzés | 85(11-esből)' |
| ?  | 1992. július 1.   | Kína      | 3 – 0            | nem-hivatalos barátságos mérkőzés | becserélve    |

## Sikerei, díjai
- FC Sportul Studențesc București:
  - Román labdarúgó-bajnokság ezüstérmes: 1985-86
  - Román labdarúgó-bajnokság bronzérmes: 1982-83, 1984-85
- FC Inter Sibiu:
  - Balkán-kupa győztes: 1990-91